# エキサイティングプロレス4
エキサイティングプロレス4は、プロレスを題材としたテレビゲーム『エキサイティングプロレス』シリーズの4作目。製作会社はユークス。
2003年2月6日にPlayStation 2用ゲームソフトとして発売された。
ハルク・ホーガンやブロック・レスナーがシリーズ初参戦。
システム面には、これまでの流れを引き継ぎつつ、細かいところまでこだわった新機能が満載されている。
おなじみのエディットシステムには、新たに「フェイスモーフィング」を搭載。
ストーリーモードでは、実際のWWEでも話題になった「ドラフト」を再現。
同時にあらゆる名シーンを収録している。
他にも試合中に相手の必殺技が使える「掟破り技」や、バイクや地下鉄にも乗れるバックステージなど、ハイクオリティなレスリングシーンを演出する要素を用意している。
欧米では“SmackDown! Shut Your Mouth”として発売された。